# 出場給
出場給（しゅつじょうきゅう）は、プロスポーツにおいて、試合に出場した選手に対して支払われる報酬のことである。試合給とも呼ばれ、年俸や賞金などとは別に支払われる。競技によっては年俸などを1試合当たりに換算したものを出場給とする場合もある。
格闘技ではファイトマネーと呼ばれる。

## 競技ごとの出場給

### プロサッカー
プロサッカーにおいては統一契約書に明記された金額に従い、基本給・出場給・特別給に分けて支給される。出場給はまず総額が決められ、試合数で頭割りした上で算出され全試合出場すると満額を受け取れる。試合に勝利した場合は勝利給（特別給）が上乗せされる。
日本においては出場給はアマチュア契約でも支給出来る旨が規定されている。この場合、B・C・アマチュア契約選手に対しては5万円以下でなければならない。なお、出場給を設定するかどうかは各クラブに委ねられており、浦和レッドダイヤモンズでは出場給は設定されていない。

### プロボクシング
どのスポーツでも「その道だけで食っていけるのは一握り」といわれるがボクシングも確実に当てはまる。プロボクシングのファイトマネーは入場料・広告料・放映権料などの収入から公式戦認定料、会場使用料及び諸経費を差し引いたものより、主催するプロモーターが取り分を決める。金額は選手のクラス（A・B・C級）で大きく異なり、またA級選手においても人気・集客力・防衛回数などにより10数万円から1億円以上まで雲泥の差がある。無名選手の場合は現金でなくチケットとして事前に払われることも多い（チケット営業の手間賃が引かれるのを嫌い手売りを選ぶ選手も多く、著名選手でも内山高志のようにチケット手売り分が上乗せされる場合がある）。ファイトマネーの下限は最低6万円と決められており、C級選手はごく一部の例外を除いてその6万円で固定されている。
金額は基本的に勝敗に関係なく同額であるが、タイトルマッチの場合は王者と挑戦者で金額が大きく異なる場合もあり、また、プロモーター側の都合によってノンタイトル戦でも対戦する両者の間で大きく差がつけられることもある。体重超過などの契約違反・試合中の悪質な反則行為があった場合は減額・没収されるケースも見られる。
正規のファイトマネー以外の報酬としては、選手個人の後援者や熱心なファンが試合前に贈呈する「激励賞」（5千円程度～）があるほか、稀に勝者のみに支給される「勝利者賞」やノックアウト勝利の場合に支給される「ノックアウト賞」などが設定される試合もある。
日本ではファイトマネーの33%を上限とするマネージメント料をマネージャー（所属ジム）に支払うなどの決まりがある。例としてチケットで報酬を受け取る4回戦ボクサーの場合、額面5,000円のチケットが12枚報酬として発生したのならば、その33％にあたるチケット4枚をマネージャー経由で所属ジムに渡すことになる。もしチケットが捌けなかった場合は無報酬あるいは赤字であり、よって無名のプロボクサーの経済環境は極めて劣悪である。
なお、副業が禁止されている職業（公務員など）に就いているなど事情によりファイトマネーを受け取れない場合もある。該当選手のファイトマネー分はマネージメント料などの選手手取り分以外の経費に当てられる。また、世界戦でも対戦相手にコストがかかりすぎたためファイトマネーがゼロだった事例があった。
エキシビションでは、コミッションが公認する試合ではなく、プロライセンスのない選手やプロ志望のアマチュア年少者、引退選手らが対戦する場合も多いため、正式なファイトマネーの対象外となる。

### 競馬
競馬騎手には出走毎に騎乗手当と呼ばれる報酬が与えられる。さらに5着までに入着すると進上金（競走のグレードにより賞金の5～7％）が上乗せされる。

### プロレス
日本のプロレスラーの報酬は、各団体によって形式・金額が大きく異なるが、大きく分けて年間契約・年俸制の下で給与の形で支給される形式と、あらかじめ1試合ごとの報酬を設定し、興行終了後、あるいは「シリーズ」と称される巡業が終了した時点でファイトマネーを支給する形式に分かれる。後者の主な例として馳浩は全日本プロレス移籍後に試合給契約を結び、1試合につき10万円貰っていたとも言われている。なお、最近では中堅・小規模団体を中心に、選手自らが出場する興行のチケットを手売り・通販し、その売上金の一部を報酬として受け取る形式も増加している。特に小規模団体において、まとまった枚数のチケットを売り捌ける選手は団体運営の面からも貴重な存在であり、そのため本来ならばプロレスラーとしての最低基準に満たない体力・技術しか持たない選手でも、チケットを売り捌くことを条件に試合に出場できるケースもある。
なお、海外から来日した外国人選手の場合は、1試合ごとの報酬、あるいは巡業参加1週間ごとの報酬が設定され、支給されるのが専らである。